# Ruta Estatal de California 109
La Ruta Estatal de California 109, y abreviada SR 109 (en inglés: California State Route 109) es una carretera estatal estadounidense ubicada en el estado de California. La carretera inicia en el Sur desde la Notre Dame Avenue en Menlo Park hacia el Norte en la SR 84     en Menlo Park. La carretera tiene una longitud de 1,2 km (0.767 mi).

## Mantenimiento
Al igual que las autopistas interestatales, y las rutas federales y el resto de carreteras estatales, la Ruta Estatal de California 109 es administrada y mantenida por el Departamento de Transporte de California por sus siglas en inglés Caltrans.

## Intersecciones
| 1.10 | Avenida University                                      | Continuación más allá de la Avenida Notre Dame |
| 1.10 | Avenida Notre Dame                                      |                                                |
| 1.87 | SR 84 (Bayfront Expressway) – Puente Dumbarton, Fremont |                                                |
| 1.000 mi = 1.609 km; 1.000 km = 0.621 mi Cerrada/Antigua • Terminal concurrente • Acceso incompleto • Propuesta/Sin abrir |                                                         |                                                |